# Гундесгаген
Гундесгаген (нім. Hundeshagen) — громада в Німеччині, розташована в землі Тюрингія. Входить до складу району Айхсфельд. Складова частина об'єднання громад Лінденберг/Айхсфельд.
Площа — 13,38 км2. Населення становить Невірний параметр metadata 16 061 052 ос. (станом на 31 грудня 2021).

## Галерея

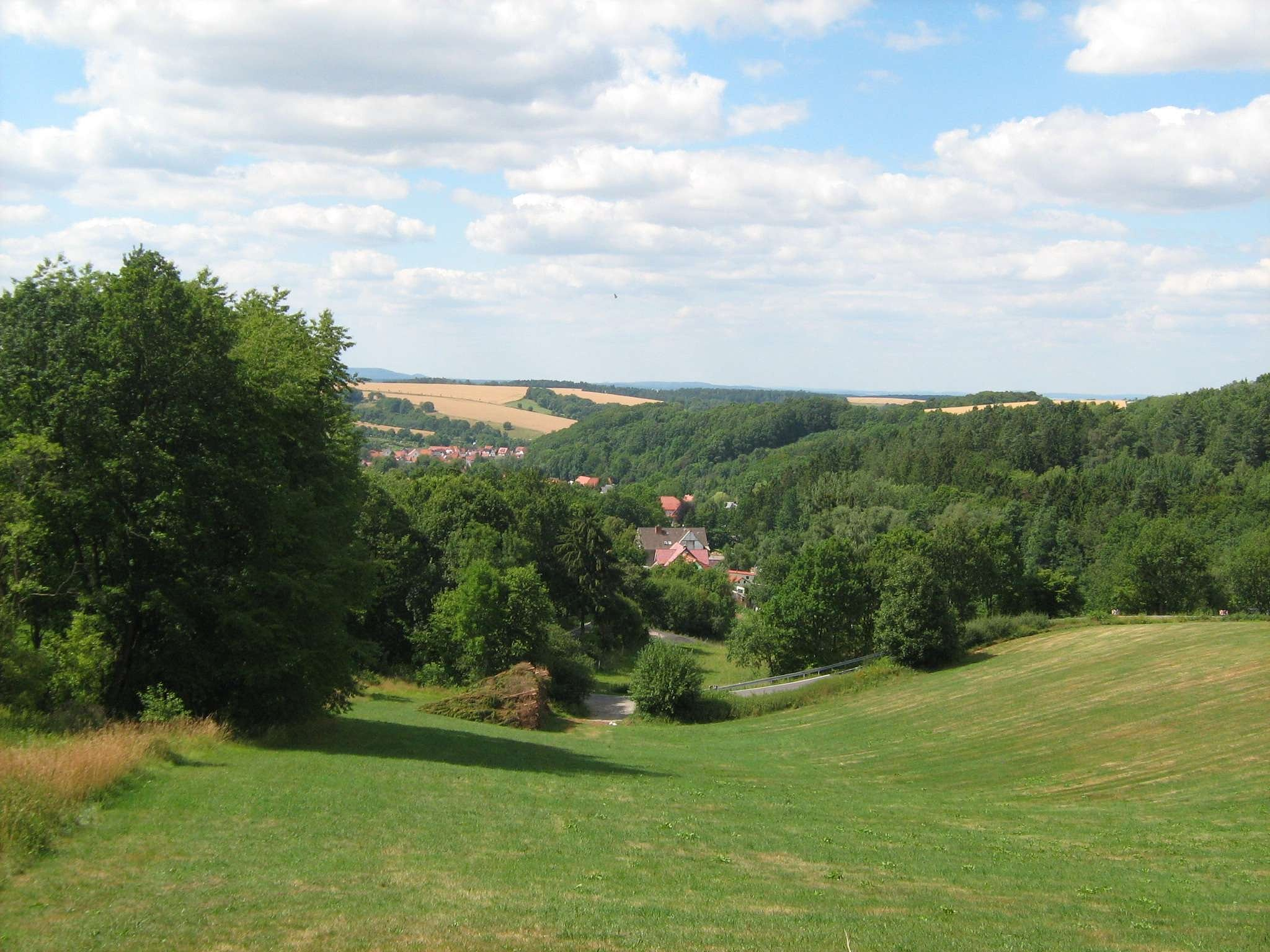
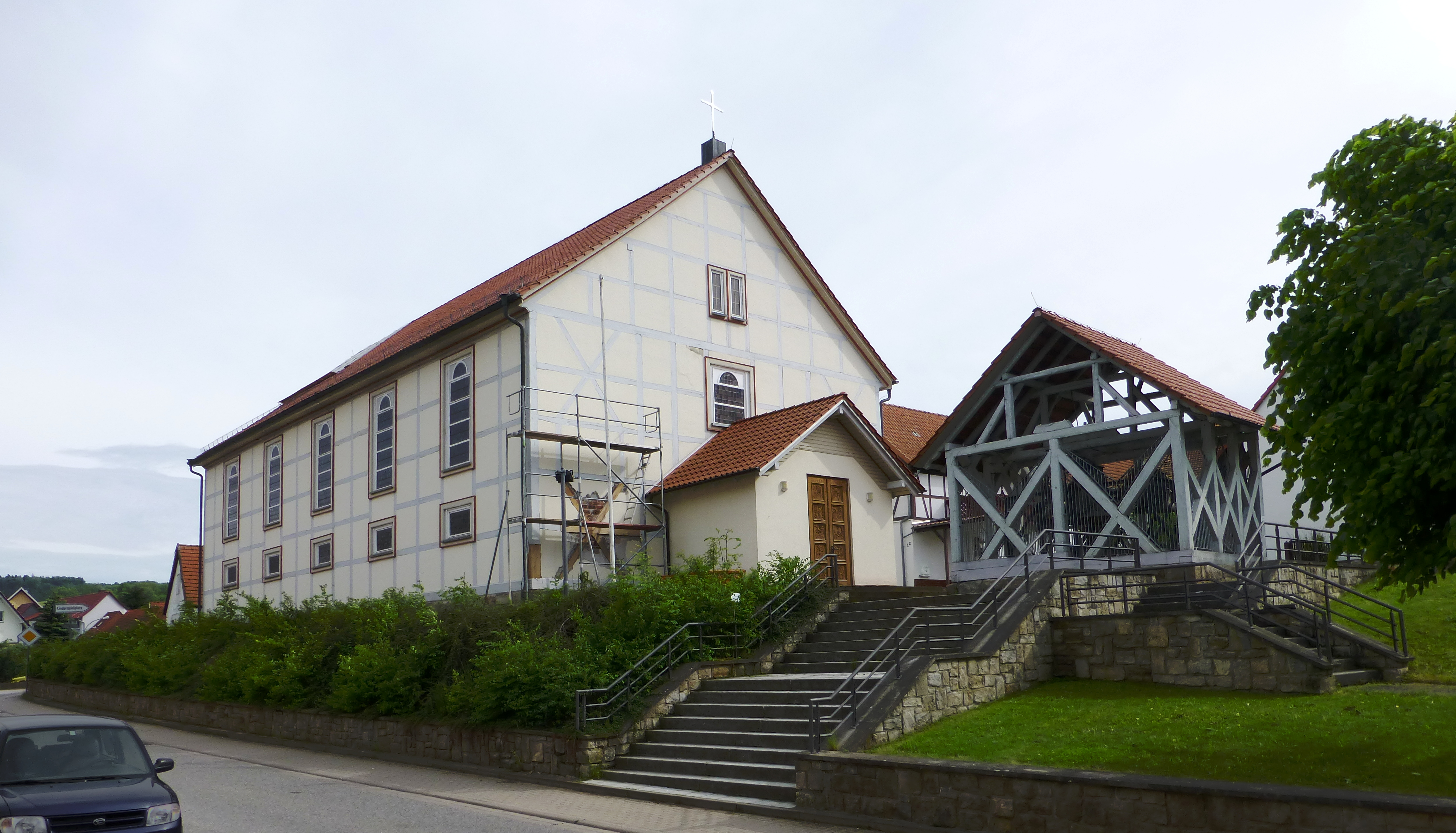